# Engerloh
Engerloh, ehemals Assinger, ist ein Weiler und ein Gemeindeteil der Stadt Grafing bei München im oberbayerischen Landkreis Ebersberg.

## Lage
Engerloh liegt im Nordosten des Stadtgebietes von Grafing bei München nördlich der Gemeindeverbindungsstraße zwischen Grafing und Sensau.

## Geschichte
1848 errichtete Balthasar Assinger an der Straße zwischen Öxing und Gasteig das Anwesen Assinger. Die Einöde bestand lange Zeit nur aus einem landwirtschaftlichen Anwesen und hatte 1871 und 1925 jeweils sechs Einwohner.
Weitere Siedlungstätigkeit zum vorhandenen landwirtschaftlichen Betrieb zeigte sich bereits in der Ausgabe 1959 der topographischen Karte.
Durch einen Bescheid des Landratsamtes Ebersberg vom 7. März 2007 wurde dem Gemeindeteil der Ortsname Engerloh erteilt. Dieser Name war zuvor als Ängerloh ein Flurname nördlich des Ortes. Der Name Assinger blieb im Engerloher Straßennamen Assingerstraße erhalten.
2017 wurde die knapp 200 Meter westlich von Engerloh vorbeiführende Ostumgehung von Grafing eröffnet, die dort aufgrund des Straßenverkehrslärms zu Kritik führte.
Seit dem Fahrplanwechsel am 10. Dezember 2023 bedient die Regionalbuslinie 448 die in der Tarifzone 3/4 des Münchner Verkehrs- und Tarifverbundes gelegene Haltestelle Engerloh stündlich mit Grafing und Ebersberg.